# Yo no soy Madame Bovary
Yo No Soy Madame Bovary (2016) (chino: 我不是潘金莲 o 我叫李雪莲 ) es una comedia china dirigida por Feng Xiaogang y con guion de Liu Zhenyun, basada en su novela "No Maté a Mi Marido" (2012).Está protagonizada por Fan Bingbing, Zhang Jiayi, Yu Hewei, Dong Chengpeng y Guo Tao. Fue proyectada en la sección de Presentaciones Especiales en el Festival Internacional de Cine de Toronto 2016 y ganó la Concha de Oro a la mejor película en el Festival Internacional de San Sebastián. Se estrenó el 18 de noviembre de 2016 en China.

## Sinopsis
La protagonista principal, Li Xuelian, organiza un falso divorcio con el fin de conseguir un segundo apartamento. Sin embargo, durante el proceso, su ahora exmarido vuelve a casarse de forma inesperada con otra mujer y niega haber llegado a tal acuerdo con Li. Aún peor, para hacerse la víctima, acusa a Li de haber dormido con otros hombres (ser Madam Bovary). Li, enfadada, acude a las autoridades locales a anular el falso divorcio a que pueda divorciarse legítimamente con su marido.  Las autoridades están perplejas porque Li está ya divorciada. Li lucha por explicar lo que ha pasado a todo el mundo, haciendo su asunto sabido por personas cada vez más poderosas a través de cada paso burocrático en el sistema, de la policía local, al poder jurídico local, a magistrado local, y finalmente a las autoridades provinciales. Tras recurrir al juzgado sin éxito y ser acusada por su marido, Li se embarca en un absurdo viaje de diez años para restaurar su reputación. 
Durante el viaje, Li trata de contratar a sus amigos como asesinos para matar a su exmarido, es acusada por su exmarido de liarse con otros hombres, es arrestada, se mete falsamente en una relación íntima con un hombre asignado especialmente por las autoridades locales para interrumpir su cruzada, recorre todo el camino hasta Pekín para protestar y procurar la anulación de su divorcio. Durante su persistente cruzada, su exmarido muere. Li no puede hacer nada que lamentarse por no poder nunca jamás vengarse de su exmarido de la aventura y de dejarle la fama de Madame Bovary.
La película termina con Li viviendo sola en Pekín, dirigiendo un restaurante donde se encuentra con uno de los oficiales locales quien la impidió durante su temprana cruzada.  Ella recuenta su historia con el oficial (quien fue despedido por su cruzada) y revela que inicialmente se divorció no para comprar un apartamento, sino para poder tener dos hijos.  Li estaba embarazada en el tiempo del divorcio y un divorcio significaría que ella y su ex podrían re-casar y tener otro niño.  Aun así, durante su divorcio y la cruzada, sufrió un aborto y perdió el bebé. La película concluye con que Li acepta su destino y vida y deja atrás su angustia y odio.

## Reparto
- Fan Bingbing como Li Xuelian, una mujer de pueblo.
- Dong Chengpeng (Da Peng) como Wang Gongdao, el juez.
- Yin Yuanzhang como Gu Daxing.
- Feng Enhe como Juez presidente retirado.
- Liu Xin como Juez Xun.
- Zhao Yi como Jefe de Policía.
- Zhao Lixin como Jefe de Condado Shi Weimin.
- Jiang Yongbo como Alcalde Cai.
- Liu Hua como Lao Hu.
- Li Zonghan como Qin Yuhe.
- Guo Tao como Zhao Datou, chef y excompañero de Xuelian.
- Huang Jianxin como Gobernador Chu.
- Gao Ming como dirigente.
- Yu Hewei como Zheng Zhong.
- Zhang Jiayi como el magistrado.
- Tian Xiaojie cuando Secretario del Alcalde.
- Zhang Yi como Jia Congming.
- Li Chen como agente Policial.
- Hu Ming como conductor de hospital.
- Fan Wei como Guo Nong, propietario de huerta.
- Feng Xiaogang  como narrador.

## Formato
En la película se notan tres diferentes formatos cambiando según los sentimientos que sienten y las situaciones donde se mete Xuelian: el circular, el cuadrado y el panorámico - los planos circulares en zonas rurales, cuadrados en 1.0:1 para las escenas en Pekín, y ancho panorámico para el final de la historia, donde Xuelian por fin ha dejado atrás el odio y decide llevar una nueva vida normal. ¨Xiaogang juega con los formatos,¨ como escribe Jordi Costa en su crítica Una mujer descasada, ¨siempre al servicio de una historia tan poderosa que trasciende el distanciamiento que alientan sus formas.¨
Nos movemos desde un circulo agobiante, hasta la cuadrícula en donde parece que se toman ciertas resoluciones que afectan y desbloquean el asunto, o, por ejemplo, ya al final, se nos permite acercarnos a las imágenes en toda su amplitud, cuando el pasado parece haberse quedado en ¨puro humo¨.
 ——Empecinamiento, Pilar Roldán Usó

### 1. Motivos
¿Por qué se ha usado el formato circular? Según el director Feng Xiaogang y el fotógrafo Luo Pan, hay varias razones.
Una estética de pinturas clásicas chinas

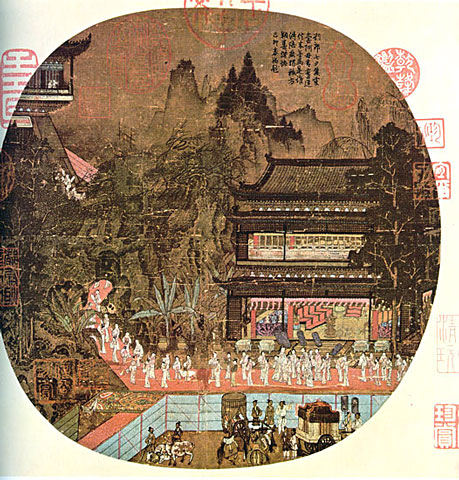
Pintura de Dinastía Song

Primero, con el uso del marco circular y los colores de menos contraste, las escenas se presentan como Shan Shui, un estilo de pintura tradicional china que llegó a su auge en Dinastía Song. Para conseguir este efecto, el fotógrafo ha hecho todo lo posible para que las escenas parezcan más planas y que el foco sea menos obvio. Por eso, en el rodaje incluso se han evitado técnicas fotográficas más comunes como barrido o tilting, y utilizan más los fondos de menos profundidad de campo como por ejemplo, un muro. 
Según dice el fotógrafo, al diseñar las composiciones de las escenas, lo han inspirado no solo las pinturas tradicionales chinas, sino también las obras de Tiziano y Raffaello, donde el perspectivo del fondo es diferente del primer plano.
Respecto a la lente, procurando una imagen con color más suave, han optado por las lentes de 25mm, 35mm y 50mm de Super Speed T1.3 , unas lentes bastante antiguas producidas por Zeiss en los 80.
Aumentar la distancia entre la historia y los espectadores
En vez de sumergir a los espectadores en el desarrollo del argumento, Feng Xiaogang prefiere que el público mantenga una distancia con la película. Según él, la historia es realista, pero al mismo tiempo contiene elementos absurdos. Con el uso del formato circular (diferente de lo normal), intenta enfatizar esta ambigüedad y acordar al público el absurdismo e irrealismo inherentes de la historia de Xuelian.  El carácter del formato circular requiere un uso más frecuente de plano medio y de plano general, que también invita a los espectadores que vean a la película tranquilamente como puros observadores.
Metáfora política
Además de las razones anteriores, en esta película que lleva una crítica a la burocracia china, la metáfora política también se trata de un significado del cambio de formato. En China, el cuadrado tiene el sentido de norma y regla mientras que círculo es más suave y ambigua. En la película, el formato circular se usa en las zonas rurales donde la política depende más de las relaciones entre personas. Y el cuadrado sale cuando Xuelian llega a la ciudad, donde hay más poder y reglamento.

El formato cuadrado significa poder y normas.

### 2. Precedentes
Aunque ha sido la primera vez que ha dominado en una película china el formato circular, cambiar el formato a lo largo del desarrollo de la historia ya no es una creación sin precedentes. 
Como ha confirmado el director Feng Xiaogang, Mommy (2014), del canadiense Xavier Dolan, fue una de sus inspiraciones. En la película Mommy, se utilizó la expansión del formato cuadrado al panorámico, cuando su protagonista, Steve, atraviesa momentos en los que siente su propia libertad. Además, en las películas El Gran Hotel Budapest(2014), Mountains May Depart (2015), etc, también se nota este cambio de formato.

Mommy（2014）screenshot

Respecto al formato circular, Yo No Soy Madame Bovary tampoco es la primera película dramática que lo utiliza. En 2014, el director Gust Van den Bergheç explicó sus ideas religiosas y filosóficas en la película Lucifer, utilizando por primera vez el formato circular durante toda la película con una lente especialmente creada para Lucifer, llamada ¨Tondoscope¨.

## Producción
Yo No Soy Madame Bovary es la segunda colaboración de Feng Xiaogang, Liu Zhenyun y Fan Bingbing, doce años después de su primera,Teléfono móvil.
El 14 de marzo de 2016, un avance fue lanzado a través de los productores de la película.

## Estreno
La película se estrenó el 18 de noviembre de 2016.

## Premios
| Fecha | Premio                                     | Categoría                          | Recipient(s) and nominee(s) | Result | Notes                       |
| ----- | ------------------------------------------ | ---------------------------------- | --- | ------ | --------------------------- |
| 2016  | 64th San Sebastián Film Festival           | Silver Shell al Mejor Actriz       | Fan Bingbing |        | [ 11 ] [ 12 ]               |
| 2016  | 64th San Sebastián Film Festival           | Golden Shell al Mejor Película     | I Am Not Madame Bovary |        | [ 13 ]                      |
| 2016  | 41st Toronto International Film Festival   | FIPRESCI Presentaciones Especiales | Feng Xiaogang |        | [ 14 ] [ 15 ] [ 16 ] [ 17 ] |
| 2016  | 53rd Golden Horse Awards                   | Mejor Largometraje                 | I Am Not Madame Bovary |        |                             |
| 2016  | 53rd Golden Horse Awards                   | Mejor Director                     | Feng Xiaogang |        | [ 18 ]                      |
| 2016  | 53rd Golden Horse Awards                   | Mejor Guion Adaptado               | Liu Zhenyun |        |                             |
| 2016  | 53rd Golden Horse Awards                   | Mejor Actriz                       | Fan Bingbing |        |                             |
| 2016  | 53rd Golden Horse Awards                   | Mejor Largometraje Original        | Du Wei |        |                             |
| 2016  | 53rd Golden Horse Awards                   | Premio de Espectadores             | Beijing Sparkle Roll Media Corporation, Huayi Brothers Media Corporation, Beijing Skywheel Entertainment Co., Ltd., Huayi Brothers Pictures Ltd., Zhejiang Dongyang Mayla Media Co., Ltd. |        | [ 19 ] [ 20 ]               |
| 2017  | 11th Asian Film Awards                     | Mejor Actriz                       | Fan Bingbing |        | [ 21 ]                      |
| 2017  | 11th Asian Film Awards                     | Mejor Película                     | I Am Not Madame Bovary |        | [ 21 ]                      |
| 2017  | 11th Asian Film Awards                     | Mejor Director                     | Feng Xiaogang |        | [ 21 ]                      |
| 2017  | 11th Asian Film Awards                     | Mejor Actor Secundario             | Dong Chengpeng |        | [ 21 ]                      |
| 2017  | 11th Asian Film Awards                     | Mejor Fotografía                   | Luo Pan |        | [ 21 ]                      |
| 2017  | 24th Beijing College Student Film Festival | Mejor Director                     | Feng Xiaogang |        |                             |
| 2017  | 31st Golden Rooster Awards                 | Mejor Largometraje                 | I Am Not Madame Bovary |        |                             |
| 2017  | 31st Golden Rooster Awards                 | Mejor Director                     | Feng Xiaogang |        |                             |
| 2017  | 31st Golden Rooster Awards                 | Mejor Actriz                       | Fan Bingbing |        |                             |
| 2017  | 31st Golden Rooster Awards                 | Mejor Actor Secundario             | Yu Hewei |        |                             |
| 2017  | 31st Golden Rooster Awards                 | Mejor Guion                        | Liu Zhenyun |        |                             |
| 2017  | 31st Golden Rooster Awards                 | Mejor Banda Sonora                 | Wu Jiang |        |                             |
| 2017  | 17th Chinese Film Media Awards             | Mejor Guionista                    | Liu Zhenyun |        | [ 22 ]                      |

## Taquilla
La película sumó una recaudación de 483 millones de yuanes en China, mientras que recaudó 70 millones de dólares en todo el mundo. 
- Datos: Q23647092

1. ↑  «I Am not Madame Bovary (2016)». The Numbers. Consultado el 30 de diciembre de 2016.
2. ↑  «Film review: I Am Not Madame Bovary – Fan Bingbing defies petty bureaucracy in dark satire». South China Morning Post (en inglés). Consultado el 7 de diciembre de 2017.
3. ↑  I Am Not Madame Bovary - Zurich Film Festival (en inglés), consultado el 7 de diciembre de 2017.
4. ↑  Jaafar, Ali (26 de julio de 2016). «Toronto To Open With ‘The Magnificent Seven’; ‘La La Land’, ‘Deepwater Horizon’ Among Galas & Presentations». Deadline (en inglés estadounidense). Consultado el 7 de diciembre de 2017.
5. 1 2  «我不是潘金莲_电影详情_中国票房». cbooo.cn. Archivado desde el original el 8 de diciembre de 2017. Consultado el 7 de diciembre de 2017.
6. ↑  Costa, Jordi (9 de marzo de 2017). «Crítica | Una mujer descasada». EL PAÍS. Consultado el 8 de diciembre de 2017.
7. 1 2  «Yo no soy Madame Bovary | Sinopsis, crítica, tráiler, análisis | El Espectador Imaginario». www.elespectadorimaginario.com. Consultado el 8 de diciembre de 2017.
8. ↑  «《我不是潘金莲》的圆，不是随便画个圈|影视工业网CineHello». 107cine.com. Consultado el 8 de diciembre de 2017.
9. 1 2  «幕后 | 除了《我不是潘金莲》的圆形画幅，还有什么猎奇画幅？_V电影». www.vmovier.com. Consultado el 8 de diciembre de 2017.
10. ↑  «冯小刚新片《我不是潘金莲》首曝预告  范冰冰“不疯魔不成活”（图）-娱乐-辽宁频道». liaoning.nen.com.cn. Archivado desde el original el 8 de diciembre de 2017. Consultado el 7 de diciembre de 2017.
11. ↑  «Chinese actress Fan Bingbing awarded at Spanish film festival». gbtimes.com. 27 de septiembre de 2016. Archivado desde el original el 28 de septiembre de 2016. Consultado el 7 de diciembre de 2017.
12. ↑  «Fan Bingbing still hated on after winning Best Actress at San Sebastian Film Festival». cpoplove.com. 28 de septiembre de 2016. Archivado desde el original el 9 de octubre de 2016. Consultado el 7 de diciembre de 2017.
13. ↑  «Copia archivada». youth.cn (en chino). 26 de septiembre de 2016. Archivado desde el original el 9 de octubre de 2016. Consultado el 7 de diciembre de 2017. Parámetro desconocido |script-title= ignorado (ayuda)
14. ↑  Etan Vlessing (11 de septiembre de 2016). «Toronto: Well Go USA Takes North American Rights to 'I Am Not Madame Bovary'». hollywoodreporter.com.
15. ↑  Zhang Rui (19 de septiembre de 2016). «Feng Xiaogang wins int'l award but delays new film». china.org.
16. ↑  «Two Chinese movies to premiere at Toronto film festival». Xinhuanews. 27 de julio de 2016.
17. ↑  «Feng Xiaogang's new film wins awards in international film festivals». China Daily.
18. ↑  Ho Chin-hsien; Lu Chia-hao; Jonathan Chin (28 de noviembre de 2016). «Chinese Golden Horse winners draw criticism». Taipei Times. Consultado el 29 de noviembre de 2016.
19. ↑  «53rd Taipei Golden Horse Awards». 2016. Consultado el 29 de noviembre de 2016.
20. ↑  Patrick Frater (26 de noviembre de 2016). «‘The Summer is Gone’ Narrowly Tops Golden Horse Awards». Variety. Consultado el 29 de noviembre de 2016.
21. ↑  "11th Asian Film Awards – Nominees 2017". Asianfilmfestivals.com Retrieved 2nd March 2017
22. ↑  «第17届华语电影传媒盛典公布提名名单». Mtime (en chino). 29 de agosto de 2017. Archivado desde el original el 24 de febrero de 2019. Consultado el 7 de diciembre de 2017.
23. ↑  «I Am not Madame Bovary (2016) - Financial Information». The Numbers. Consultado el 7 de diciembre de 2017.